# Кейт Брукс-Пітерсон
Кейт Брукс-Пітерсон (англ. Kate Brookes-Peterson, 14 травня 1984) — австралійська плавчиня. Бронзова медалістка Чемпіонату світу з водних видів спорту 2007 року на дистанціях 5 і 10 км на відкритій воді.